# Daisy Dee
Daisy Dee eredeti neve: Desiree Rollocks, (Curaçao, Holland Antillák 1970. szeptember 4. –) színésznő, énekesnő,  műsorvezető. Legfőképpen német nyelvterületen ismert.

## Élete
1970. szeptember 4-én született, édesanyja holland, apja félig afrikai, félig spanyol. Anyanyelvét tekintve holland, de ezen kívül németül, angolul és spanyolul beszél folyékonyan. 

## Zenei karrierje
Lakberendezőnek tanult, ám egy alkalommal egy diszkóban, miután a meghívott zenekar elhallgatott, Daisy megragadta a mikrofont, és osztatlan sikert aratott előadásával. A közönség soraiban egy lemezkiadó vezetője is jelen volt, aki felajánlotta neki segítségét. A közös munka meghozta gyümölcsét, vokálozhatott a Technotronic zenekarban, valamint szólókarrierje első sikere a Crazy című dal, mely a Billboard Dance listáján 6 hétig szerepelt.
1998-ban Tony Cottura megalapította a saját cégét Booya Music néven, mely olyan művészeknek adott otthont, mint Nana, a Backstreet Boys, N.Sync és testvére Pappa Bear. A csapat 2005-ben egy televíziós produkciós céget hozott létre DD Productions néven, mely divat, és zenei programokat szervezett Belgiumban, Franciaországban, és Hollandiában is.

## Színészi karrierje
Daisy a német "Alle Zuzammen" című szappanoperában tűnt fel először, mely a német RTL II csatornán futott. 1996 és 2004 között a német VIVA Germany zenecsatorna "Club Rotation" című műsor házigazdája volt, valamint a The Dome című zenei műsort is vezette. 2006-ban egy nemzetközi divatműsorral jelentkezett - Fashion Trix - , mely különböző divatbemutatókról tudósított a VIVA Germany és a német RTL5 televíziós csatornán.

## Diszkográfia

### Stúdióalbumok
| 1991                                        | Daisy Dee                                                   | - Megjelenés: 1991 - Label: LMR - Formátum: CD LP  | — | — | — | — | — | — | — | — |  |
| 1994                                        | Destination of Love (The Daisy Project featuring Daisy Dee) | - Megjelenés: 1994 - Label: BMG - Formátum: CD     | — | — | — | — | — | — | — | — |  |
| 1994                                        | Lover's Reggae (Reggae Roots featuring Daisy Dee)           | - Megjelenés: 1994 - Label: Mercury - Formátum: CD | — | — | — | — | — | — | — | — |  |
| 1996                                        | I Am (Who I Am)                                             | - Megjelenés: 1996 - Label: Edel - Formátum: CD    | — | — | — | — | — | — | — | — |  |
| "—" denotes studio album that did not chart |                                                             |                                                    |   |   |   |   |   |   |   |   |  |

### Kislemezek
| 1990                                  | "It's Gonna Be Alright"                            | —  | — | — | —  | —  | — | —  | —  | Daisy Dee       |
| 1990                                  | "Crazy" (featuring MC B.)                          | —  | — | — | —  | 29 | — | 73 | 10 | Daisy Dee       |
| 1991                                  | "I Got U"                                          | —  | — | — | —  | —  | — | —  | —  | Daisy Dee       |
| 1992                                  | "Walking On That Side"                             | —  | — | — | —  | —  | — | —  | —  | Daisy Dee       |
| 1992                                  | "Pump It Up All the Way"                           | —  | — | — | —  | —  | — | —  | —  | Daisy Dee       |
| 1994                                  | "Headbone Connected (Try Me)"                      | —  | — | 1 | —  | —  | — | —  | —  | Nem album dal   |
| 1996                                  | "Angel"                                            | —  | — | 4 | —  | —  | — | —  | —  | I Am (Who I Am) |
| 1996                                  | "Just Jump"                                        | —  | — | — | 88 | —  | — | —  | —  | I Am (Who I Am) |
| 1996                                  | "Crazy ('96 Mix)"                                  | 38 | — | — | —  | —  | — | —  | —  | Nem album dal   |
| 1997                                  | "Hey You (Open Up Your Mind)" (feat. Toni Cottura) | —  | — | — | —  | —  | — | —  | —  | Nem album dal   |
| 2000                                  | "Open Sesame"                                      | —  | — | — | 78 | —  | — | —  | —  | Nem album dal   |
| "—" denotes single that did not chart |                                                    |    |   |   |    |    |   |    |    |                 |

### Közreműködő előadóként
| 1990                                  | "This Beat Is Technotronic" (MC B. feat. Daisy Dee)           | — | 11 | — | —  | 18 | —  | — | — | Nem album dal       |
| 1992                                  | "This Beat Is Technotronic ('92 Mix)" (MC B. feat. Daisy Dee) | — | —  | — | —  | —  | —  | — | — | Nem album dal       |
| 1993                                  | "Do It Better" (The Daisy Project feat. Daisy Dee)            | — | —  | — | —  | —  | —  | — | — | Destination of Love |
| 1993                                  | "Back It Up" (Cosmo Crew feat. Daisy Dee)                     | — | —  | — | —  | —  | —  | — | — | Nem album dal       |
| 1994                                  | "Yeah Yeah (Influence)" (Black Male feat. Daisy Dee)          | — | —  | — | —  | —  | —  | — | — | Nem album dal       |
| 1994                                  | "Dance (If You Cannot)" (Alter Ego feat. Daisy Dee)           | — | —  | 3 | —  | —  | —  | — | — | Nem album dal       |
| 1994                                  | "Love Religion" (U96 feat. Daisy Dee)                         | — | 7  | — | 5  | 10 | 10 | — | — | Club Bizarre        |
| 1995                                  | "Somebody Real" (Bit Machine feat. Daisy Dee)                 | — | —  | — | —  | 17 | —  | — | — | Nem album dal       |
| 1996                                  | "Vamonos (Hey Chico Are You Ready)" (Garcia feat. Daisy Dee)  | — | —  | — | —  | —  | —  | — | — | Nem album dal       |
| 1996                                  | "Te Quiero, Latina" (Garcia feat. Daisy Dee)                  | — | —  | — | —  | —  | —  | — | — | Nem album dal       |
| 2000                                  | "Love is the Answer" (Mark 'Oh feat. Daisy Dee)               | — | —  | — | 51 | —  | 88 | — | — | Nem album dal       |
| 2003                                  | "Fly Away (Owner of Your Heart)" (Starsplash feat. Daisy Dee) | — | 43 | — | —  | —  | —  | — | — | Nem album dal       |
| "—" denotes single that did not chart |                                                               |   |    |   |    |    |    |   |   |                     |